# Temminckstrandläufer
Der Temminckstrandläufer (Calidris temminckii) ist ein monotypischer Schnepfenvogel; er ist nach Coenraad Jacob Temminck benannt. Der in den Tundren Eurasiens brütende Vogel ist in Mitteleuropa ein regelmäßiger Durchzügler zu beiden Zugzeiten.

## Merkmale

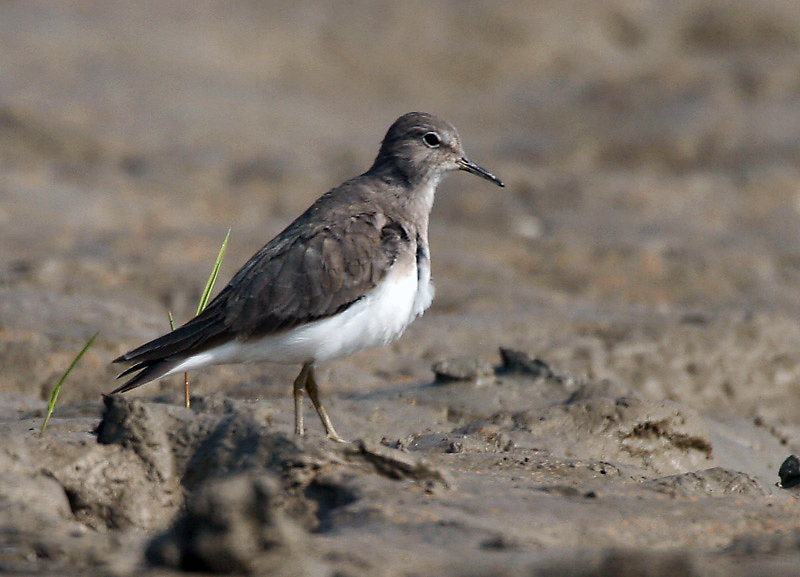
Temminckstrandläufer im Ruhekleid

Der 13,5 bis 15 cm lange Temminckstrandläufer hat eine Flügelspannweite von 34 bis 37 cm und erreicht ein Gewicht von 20 bis 40 g. Der Vogel ähnelt dem Zwergstrandläufer, hat aber kürzere Beine und längere Flügel. Die Beine sind gelb und die äußeren Schwanzfedern weiß. Das Gefieder ist eher schlicht mit brauner Oberseite und braunem Kopf und einer weißen Unterseite mit Ausnahme einer dunklen Brust.

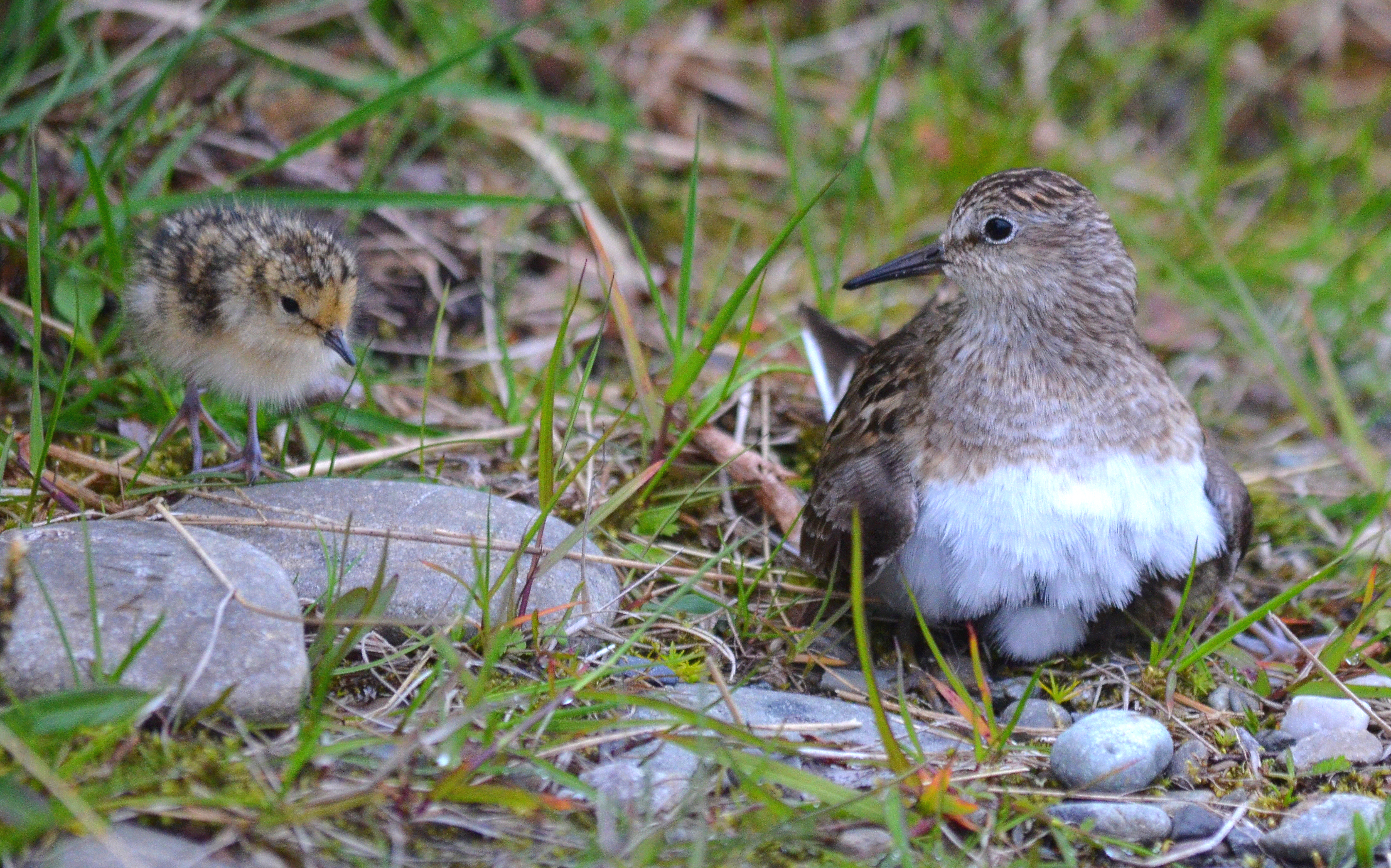
Altvogel und Küken des Temminckstrandläufers

Die Dunenjungen sind auf der Körperunterseite weiß und an der Kehle leicht gelblich beige. Der Oberkopf und die Körperoberseite ist gräulich beige mit einer schwarzen, weißen und gelblichen Fleckung. Die Stirn und der Nacken sind blassgelb. Auf der Stirn befindet sich ein schwarzer Mittelstreif. An den Kopfseiten finden sich schwarze und schmale Zügel- und Augenstreif. Die Iris ist dunkelbraun. Der Schnabel ist kurz nach dem Schlupf zunächst fleischfarben, dunkelt aber bald in ein schwärzlichgrau nach. Die Beine und Zehen sind bräunlich grau und Krallen dunkelgrau.

## Verbreitung

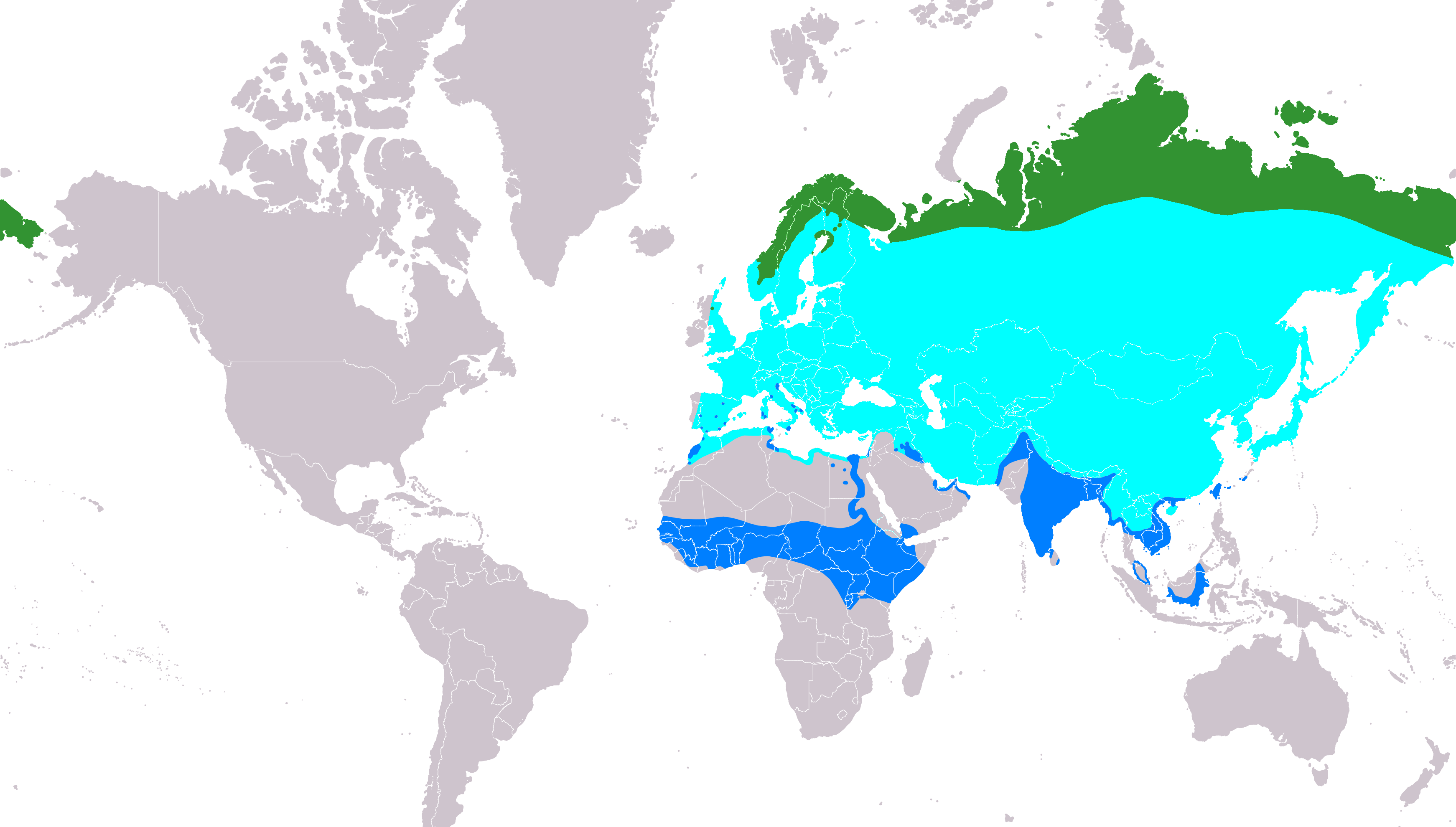
Verbreitung des Temminckstrandläufers:
Brutgebiete
Migration
Überwinterungsgebiete

Der Temminckstrandläufer brütet in Mooren, Sümpfen und Flussmündungen in der arktischen Tundra Eurasiens. Das Brutareal erstreckt sich von Schottland über Norwegen bis in den Nordosten Sibiriens. Zu den Verbreitungsschwerpunkten gehört die Jamal- südlich des Flusses Jenissei und die Taimyr-Halbinsel.
Der Temminckstrandläufer ist ein ausgeprägter Langstreckenzieher. Er überwintert an mäßig bewachsenen Schlickufern von Binnengewässern oder an der Küste im Mittelmeerraum und südlich der Sahara und Südasien. Er zieht im Herbst in einer breiten Front über Asien und Europa. Ein Teil der Population zieht einzeln, typischer sind jedoch kleine Gruppen von zwei bis fünf Individuen. In Fennoskandinavien brütende Vögel verlassen ihre Brutgebiet ab Mitte Juli bis in den späten August. Sie ziehen in südwestlicher oder südlicher Richtung über Europa und erreichen die Mittelmeerregion im September und frühen Oktober. Wiederfunde beringter Vögel belegen, dass die skandinavischen Vögel überwiegend in Westafrika überwintern, dass es sich bei den gelegentlich an der französischen Atlantikküste überwinternden Temminckstrandläufer ebenfalls um skandinavische Brutvögel handelt und dass sich in Norditalien wichtige Rastplätze befinden. Die in Westsibirien brütenden Vögel überwintern dagegen überwiegend im Südwesten Asiens und Ostafrika.

## Lebensraum
Der Temminckstrandläufer ist ein Brutvogel der Arktis, vermeidet aber im Allgemeinen dort die extremeren Regionen und exponierten Küsten. Sein Brutgebiet erstreckt sich weit in die subarktische Zone und in die boreale Zone.
Seine Lebensräume sind relativ trockene Flächen mit niedrigem Gebüsch. Er nistet meist in der Nähe von kleinen Buchten und Fjorden, Flussmündungen sowie Fließgewässern. Auf dem Durchzug ist er sowohl auf mehr oder weniger vegetationsfreien Flächen als auch in schütter bewachsenen Zonen anzutreffen. Er meidet dabei nach Möglichkeit sandige Küsten und hält sich überwiegend auf den Schlickflächen geschützter Buchten und Flussmündungen sowie Salzmarschen auf. 
Er ist nicht so gesellig wie andere Strandläufer und bildet nur selten größere Gruppen. Größere Ansammlungen von Temminckstrandläufern sind auch während der Zugzeiten ungewöhnlich. Versammlungen von 150 bis 200 Temminckstrandläufern, wie sie an wichtigen Rastplätzen in Mitteleuropa vorkommen können, sind bereits ungewöhnlich.

## Fortpflanzung

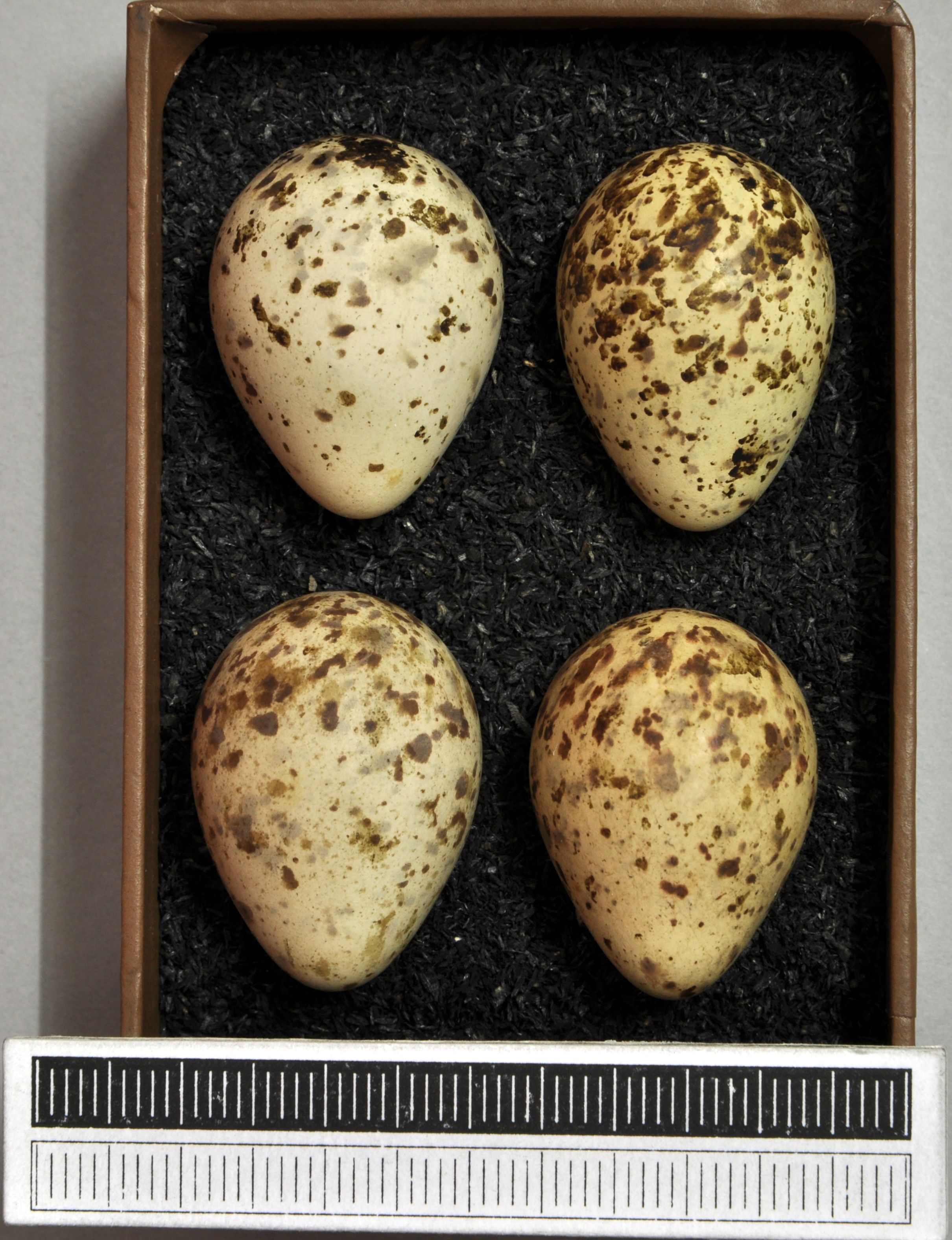
Gelege, Sammlung Museum Wiesbaden

Die Männchen erreichen ihre Geschlechtsreife bereits im ersten Lebensjahr, Weibchen sind mit einem bis drei Jahren geschlechtsreif. Ähnlich wie beim Zwergstrandläufer – allerdings weniger regelmäßig – zeigen die Weibchen eine sukzessive Bigamie. Sie paaren sich nacheinander mit zwei Männchen. Das erste Gelege wird durch das erste Männchen groß gezogen. Das zweite Gelege wird durch das Weibchen betreut.
In einer flachen Mulde am Boden bebrütet der Temminckstrandläufer vom Mai bis Juli 3 – 4 Eier. Es werden zwei Gelege angelegt, wovon eines vom Männchen, das zweite vom Weibchen bebrütet wird. Die Jungvögel werden von dem Elternvogel betreut, der sie ausgebrütet hat. Sie sind mit 16 bis 18 Tagen bereits flügge und kurz darauf selbständig. Ein im Süden Norwegens als Dunenjunges beringter Temminckstrandläufer wurde bereits mit 47 Tagen in Südengland wiedergefunden.

## Nahrung
Die Art pickt Insekten, Würmer, Weich- und Krustentiere aus dem weichen Schlamm.

## Bestand
Der europäische Brutbestand beträgt zwischen 85.000 und 420.000 Brutpaaren. Der überwiegende Teil des europäischen Brutbestands brütet im europäischen Teil Russlands (75.000 bis 400.000 Brutpaare) und in Fennoskandinavien (9.500 bis 18.500 Brutpaare). Der Temminckstrandläufer gehört zu den Arten, für die prognostiziert wird, dass sich die zu erwartende Klimaerwärmung deutlich auf das Verbreitungsgebiet auswirken wird. Ein Forschungsteam, das im Auftrag der britischen Umweltbehörde und der RSPB die zukünftige Verbreitungsentwicklung von europäischen Brutvögeln auf Basis von Klimamodellen untersuchte, geht davon aus, dass zwei Drittel des heutigen Verbreitungsgebietes bis zum Ende des 21. Jahrhunderts dieser Art keine geeigneten Lebensräume mehr bieten werden. Besonders deutlich ist der Arealverlust in Finnland. Neue geeignete Lebensräume bieten möglicherweise Nowaja Semlja sowie Spitzbergen und das Franz-Josef-Land. Diese Arealerweiterung im Norden kann jedoch die Arealverluste weiter südlich nicht kompensieren.

## Artabgrenzung
Der Temminckstrandläufer kann vor allem mit dem Zwergstrandläufer verwechselt werden. Wichtigstes Unterscheidungsmerkmal zwischen diesen beiden Arten sind die grün-gelblichen Beine des Temminckstrandläufers.